# ليوناردو بيبولي
ليوناردو بيبولي (بالإيطالية: Leonardo Piepoli)‏ مواليد 29 سبتمبر 1971 في لا شو دو فون، هو دراج إيطالي سابق في صنف سباق الدراجات على الطريق.

## سجل النتائج

### سباقات أو مراحل فاز بها
- طواف فرنسا
- طواف إسبانيا
- طواف إيطاليا

### المراكز
- حقق المركز الـ 10 في طواف إيطاليا 2000
- حقق المركز الـ 10 في طواف سويسرا 2005
- حقق المركز الـ 11 في طواف إيطاليا 2006
- حقق المركز الـ 14 في طواف إيطاليا 2007

## روابط خارجية
- ليوناردو بيبولي على موقع الاتحاد الدولي للدراجات (الإنجليزية)
- ليوناردو بيبولي على موقع أرشيف الدراجات (الإنجليزية)
- ليوناردو بيبولي على موقع إحصائيات الدراجات الإحترافية (الإنجليزية)
- ليوناردو بيبولي على موقع نسبة الدراجات (الإنجليزية)
- ليوناردو بيبولي على موقع CycleBase (الإنجليزية)